# I Quattrocento

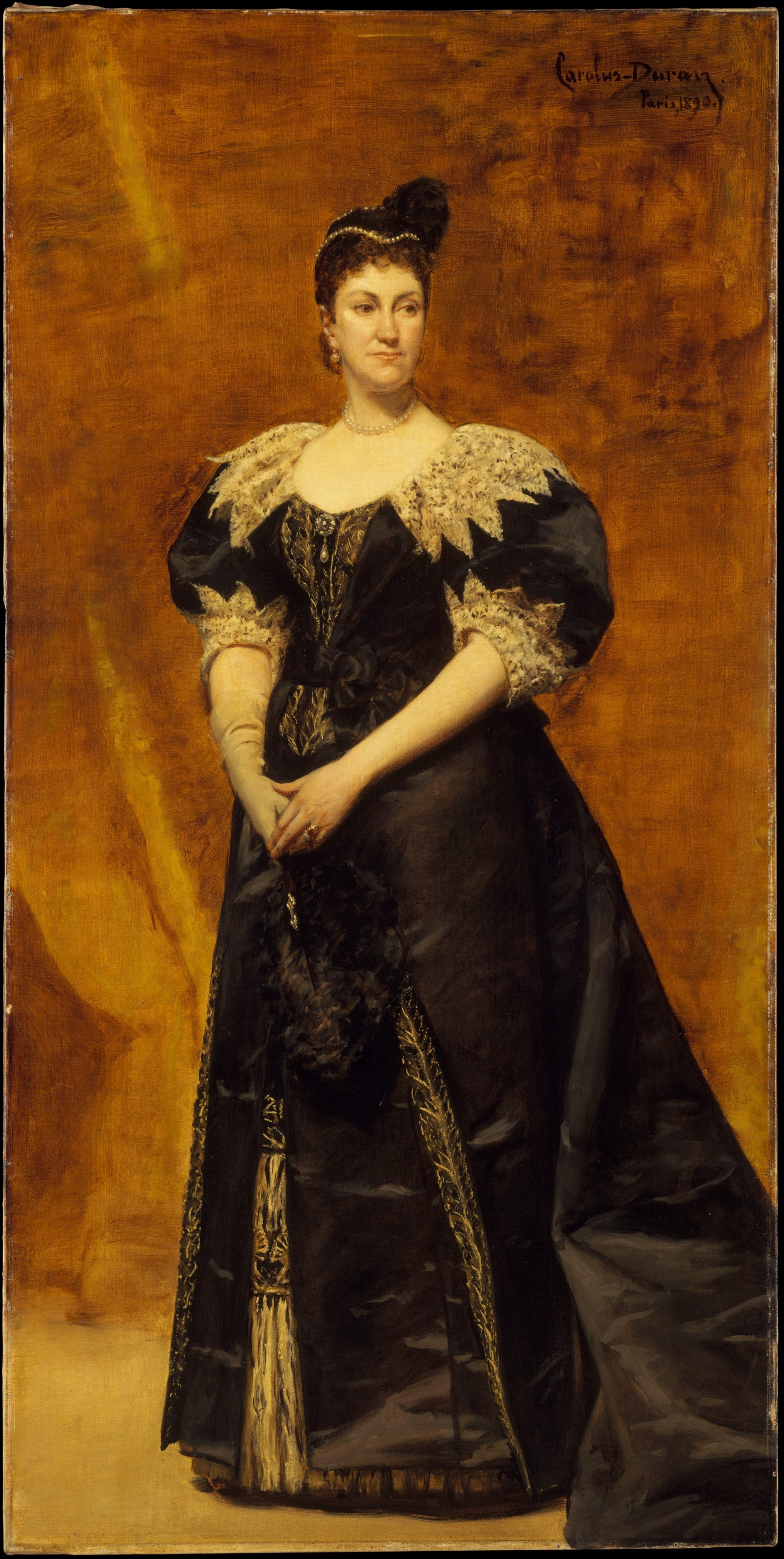
Ritratto di Mrs. Astor di Carolus-Duran, a Parigi nel 1890. Questo dipinto fu collocato in bella mostra nella casa della signora Astor che vi stava di fronte quando riceveva ospiti per i ricevimenti. Oggi si trova al Metropolitan Museum of Art.

I Quattrocento (in inglese: The Four Hundred) furono un'influente cerchia sociale nella New York della Gilded Age, sorta intorno alla figura di Caroline Schermerhorn Astor. Dopo la sua morte, il suo ruolo nella società fu ricoperto da tre donne: Mamie Fish, Theresa Fair Oelrichs, e Alva Belmont, noto come "triumvirato" della società americana.
Il 16 febbraio 1892, il The New York Times pubblicò l'elenco "ufficiale" dei membri inclusi nei Quattrocento, dettato dall'arbitro sociale Ward McAllister, amico e confidente della signora Astor, in risposta alle liste già presentate da altri, e dopo anni di richieste a gran voce da parte della stampa per sapere esattamente chi fosse sulla lista.

## Storia
Nei decenni che seguirono la guerra civile americana, la popolazione di New York crebbe in modo quasi esponenziale, e immigranti e facoltosi arrivisti del Midwest cominciarono a sfidare il dominio del vecchio establishment newyorkese. Aiutata da McAllister, Mrs. Astor, come paladina della tradizione, cercò di codificare il comportamento corretto e l'etichetta, nonché determinare chi fosse accettabile tra gli arrivisti.
A quanto pare, Ward McAllister coniò la frase "I Quattrocento" dichiarando che c'erano "solo 400 persone nella società alla moda newyorchese." Secondo McAllister, questo era il numero di persone che godessero davvero di una certa importanza a New York; quelle che si sentivano a proprio agio nelle sale da ballo dell'alta società. Nel 1888 McAllister disse al New York Tribune che "Se si esce da questo numero," avvertì, "ti imbatti in persone che non si sentono a proprio agio in una sala da ballo oppure mettono a disagio gli altri."
Sebbene il numero quattrocento sia stato popolarmente collegato alla capacità della sala da ballo della signora Astor nella sua grande casa in brownstone tra il 350 della Quinta Strada e la East 34th Street (oggi occupato dall'Empire State Building), l'esatta origine rimane sconosciuta. Tuttavia, nello stesso periodo a New York c'erano altre liste che richiedevano una capienza massima di quattrocento persone, tra cui il ristorante Delmonico's e balli di gruppo locali, che possono aver contribuito alla particolare somma di quattrocento.
In risposta agli elenchi concorrenti dei presunti membri della società newyorkese pubblicati dal New York World che insistevano sul fatto che la società di New York fosse, in realtà, composta da sole 150 persone, McAllister parlò con il Times, confutando l'articolo del World e fornendo al giornale la "lista ufficiale", che fu pubblicata il 16 febbraio 1892.
L'elenco, che si presumeva includesse la crème de la crème della società newyorkese, era composto in gran parte da "banchieri, avvocati, broker, uomini del settore immobiliare e ferrovieri, un redattore (Paul Dana del The New York Sun), un editore, un artista e due architetti." Includeva anche i cosiddetti Nobs e Swells: i "Nobs" provenivano dal "vecchio denaro" (incluso gli Astor, i Goelet, i Livingston e i Van Rensselaer), mentre gli "Swells" erano rappresentanti dei nouveau riche, che gli Astor ritenevano, a malincuore, in grado di partecipare alla società educata (personificato al meglio dalla famiglia Vanderbilt).
Dopo che McAllister diffuse i nomi dei Quattrocento sul New York Times, ci furono notevoli reazioni, sia contro l'idea di una lista definitiva di "società accettabile", sia contro lo stesso McAllister. I giornali lo soprannominarono Mr. Make-a-Lister e, in combinazione con le sue memorie pubblicate nel 1890 intitolate "Society as I Have Found It", lo ostracizzarono ulteriormente dalla "vecchia guardia", che valorizzava la propria privacy in un'epoca in cui i leader della società erano l'equivalente delle moderne star del cinema. William d'Alton Mann, proprietario di Town Topics, una rivista di gossip, considerava suo dovere denunciare i peccati della società e criticava regolarmente i Quattrocento.
Diversi anni dopo, l'autore O. Henry pubblicò la raccolta intitolata The Four Million, esprimendo la sua opinione secondo cui ogni essere umano a New York era degno di nota.
Nel 2009 il Museo della città di New York ha stilato un proprio elenco, intitolato The New York City 400, di 400 movers and shakers che hanno fatto la differenza nei 400 anni di storia della città di New York dall'arrivo di Henry Hudson nel 1609. McAllister è stato "l'unica persona dei Quattrocento originali a entrare nella lista del museo."

## Membri
Oltre a contenere molto meno di 400 persone, la lista di McAllister "abbondava di imprecisioni: i nomi erano scritti in modo errato o incompleto e molti coniugi erano stati omessi o inclusi sebbene fossero morti." Le regole dell'epoca imponevano che "solo la figlia maggiore non sposata di una famiglia portasse il titolo di 'signorina', senza nome di battesimo", ma lui ignorò deliberatamente la regola.